# Kokura
Kokura (小倉市, Kokura-shi), aujourd'hui un quartier de Kitakyūshū, était, jusqu'en 1963, une ville située sur l'île de Kyūshū, au Japon, à proximité de Honshū.

## Histoire

### XXesiècle
Kokura a échappé à la destruction atomique durant la Seconde Guerre mondiale. Après Hiroshima, Kokura devait être la deuxième ville bombardée et fut préservée des bombardements classiques pendant plusieurs mois à cet effet. Elle avait été choisie à cause de son puissant arsenal fabriquant de l’artillerie et des armes légères dont le fusil Arisaka Type 99. Le 6 août 1945, elle était sélectionnée comme solution de repli si une mauvaise visibilité sur Hiroshima empêchait le bombardement. Le 9 août 1945, la bombe Fat Man lui était destinée mais les conditions météorologiques et la fumée due au bombardement de la ville voisine de Yahata la veille obligèrent le major Charles Sweeney et l'équipage du Bockscar à détourner leur chemin afin d'être en mesure de bombarder de visu,. De plus, un écran de fumée avait été créé par des ouvriers en brûlant des barils de goudron pour gêner un éventuel bombardement. Après trois survols de Kokura, ils se dirigèrent vers Nagasaki, centre industriel le plus proche, où ils larguèrent la bombe atomique.
Le 29 juillet 2014, Satoru Miyashiro, un ancien ouvrier de la société des aciéries Yawata — aujourd'hui Nippon Steel & Sumitomo Metal — révèle qu'à cette époque, il aurait brûlé du goudron en compagnie de plusieurs collègues afin de créer un nuage de fumée au-dessus de la ville de Kokura. L'objectif de cette opération aurait été de protéger la ville contre un survol d'éventuels bombardiers qui auraient pu y larguer une bombe comme celle tombée à Hiroshima le 6 août 1945.
En 1963, Kokura fut scindée en deux arrondissements Kokurakita-ku (Kokura-nord) et Kokuraminami-ku (Kokura-sud) pour être intégrée, avec Yahata, Tobata, Moji et Wakamatsu, au sein de la nouvelle ville de Kitakyūshū. La population des deux arrondissements de Kokura était d'environ 400 000 habitants. Kokura est toujours le nom de la gare JR située sur la ligne de Kagoshima. Le Shinkansen s'y arrête.

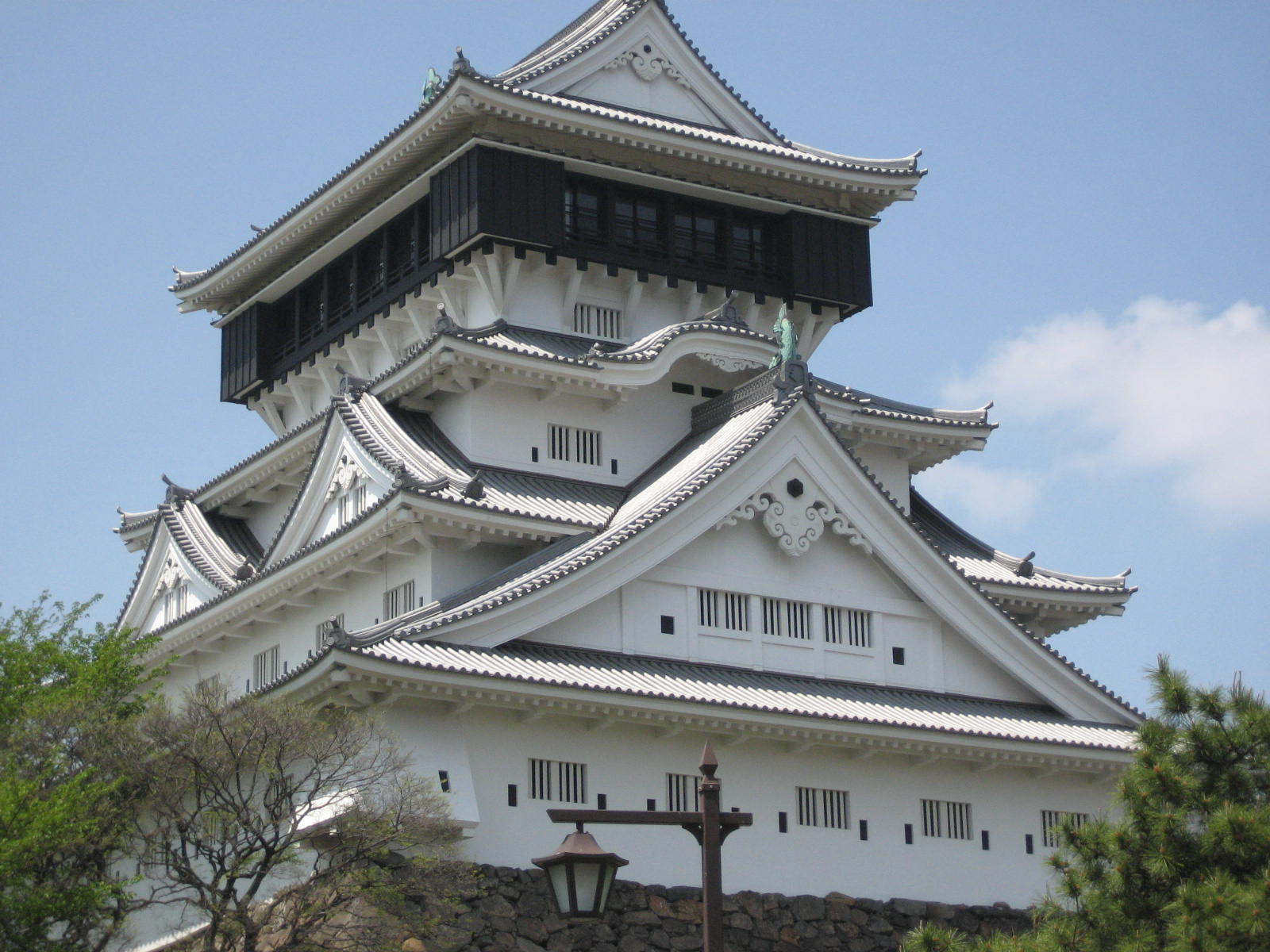
Château de Kokura.
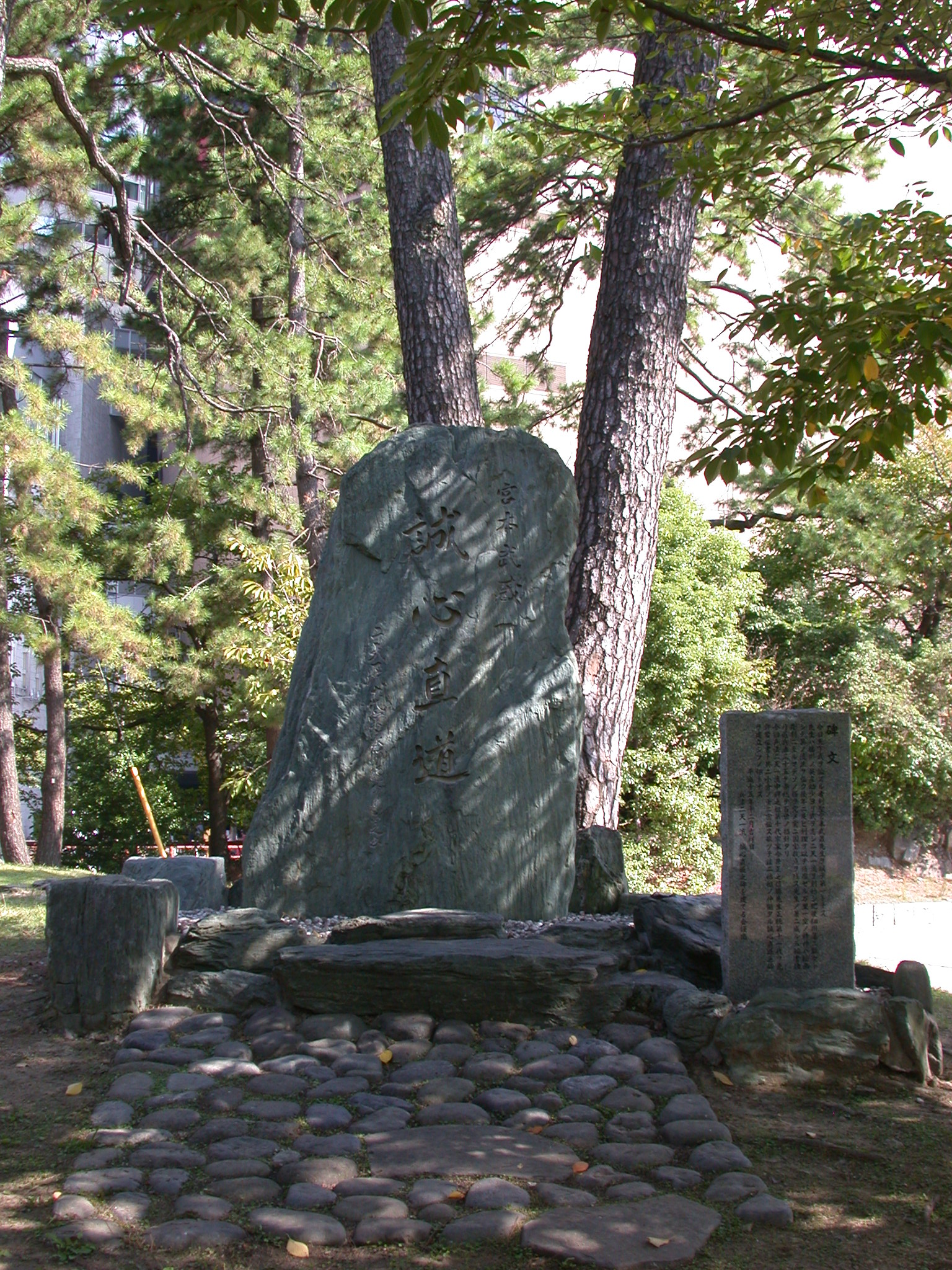
Stèle dédiée à Miyamoto Musashi.
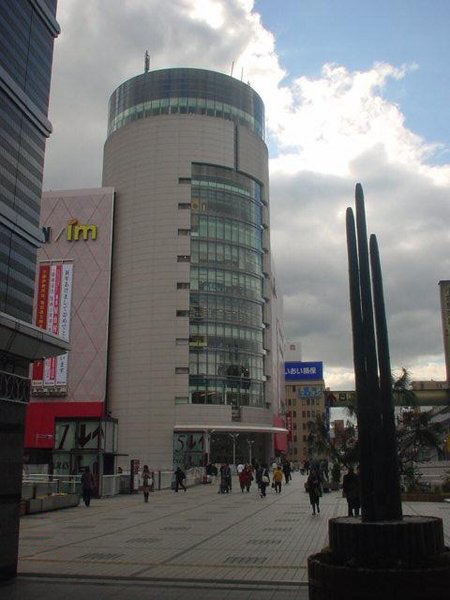
Magasin Isetan.
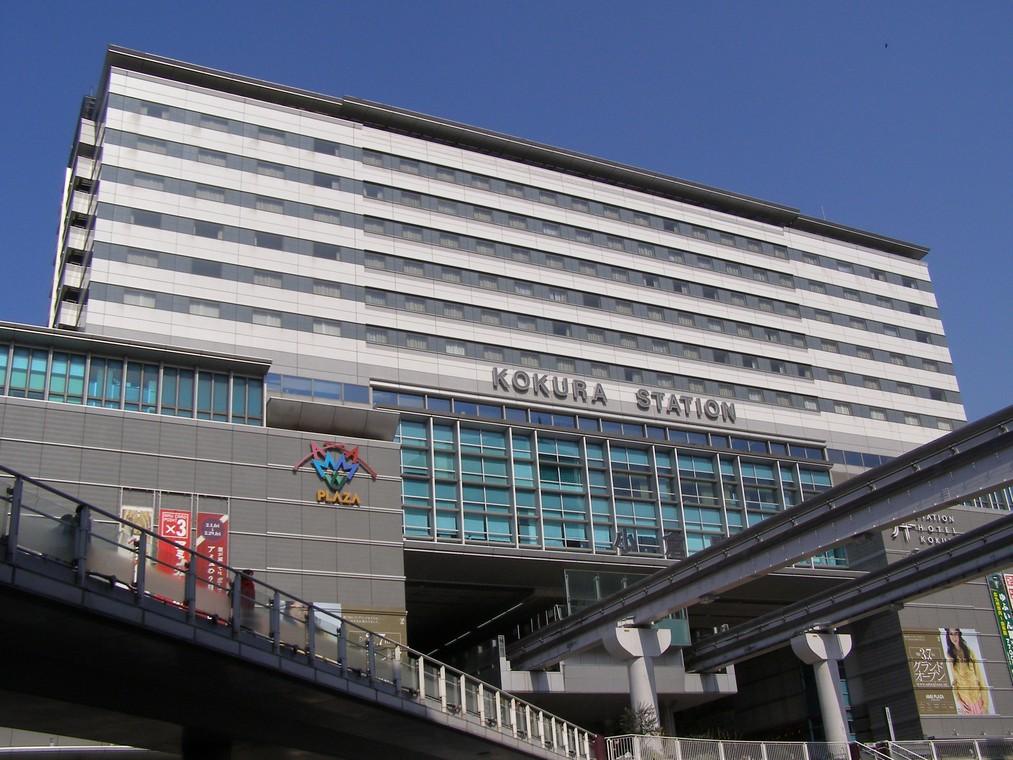
Gare de Kokura.

## Événements
Le festival de Gion, à Kokura, est appelé « Gion de tambours » et il est dédié à la célébration d'un héros local : Muhomatsu.

## Personnalités liées à la municipalité
- De 1632 à 1868, le clan Ogasawara fournit les daimyos du château de Kokura (150 000 koku de revenus). Miyamoto Musashi est lié à ce clan ainsi qu'à celui des Hosakawa.
- Miyamoto Musashi, samouraï célèbre, auteur du Livre des cinq anneaux et fondateur de la Hyōhō niten ichi ryū, connue pour son usage des deux sabres. Musashi vécut au pied du château de Kokura sous la protection des clans Ogasawara et Hosokawa de 1633 à sa mort. Une stèle érigée sur le lieu où il vécut lui rappelle sa devise Seishin chokudo : « Cœur sincère, Voie droite. ». Le Hombu-dojo de la Hyōhō niten ichi ryū est basé dans cette ville.
- Ōgai Mori est un célèbre écrivain japonais de l'ère Meiji.
- Seichō Matsumoto est un auteur japonais de romans policiers.
- Satoru Nomura, yakuza condamné à mort, ancien dirigeant du Kudokai.